# A Sóhajok hídja és Canaletto (Turner-kép)
A Sóhajok hídja, a Dózsepalota és a vámház Velencében: Canaletto fest (Bridge of Sighs, Ducal Palace and Custom-House, Venice: Canaletti painting) William Turner festménye, amely a Tate gyűjteményének része.
A mahagónilapra festett olajkép 51,1 × 81,6 centiméteres, kerettel együtt 79,7 × 109,9 × 8,7 centiméteres. Turner 1833-ban festette műtermében. A kép címe jelzi, hogy az alkotás tiszteletadás a velencei festőnek, Canalettónak. Az itáliai mester látható is a kép bal sarkában, ahogy egy aranyozott keretű képen dolgozik, habár Turner pontosan tudta, valószínűtlen, hogy Canaletto így festett. A 2013-ban elhunyt Graham Reynolds brit művészettörténész úgy vélte, hogy a kép inspirálói Richard Parkes Bonington velencei képei voltak.
A készítés közvetlen okáról a kortársak úgy vélekedtek, hogy az a Turner és követője, William Clarkson Stanfield közötti rivalizálás volt. A Morning Chronicle 1833. június 6-án azt írta, hogy Turner két-három nap alatt festette meg a képet, miután hallotta, hogy kollégája hasonló témájú képen dolgozik. Ezt a művészettörténészek valószínűtlennek tartják. Mindenesetre a korabeli kritikusok úgy vélekedtek, hogy kettejük versenyét Turner nyerte meg. A The Spectator 1833. május 11-én azt írta, hogy Stanfield képe okosan festett, de végzetes a számára az elkerülhetetlen összehasonlítás Turner azonos tárgyú alkotásával.
William Turner 1833-ban állított ki először Velencét ábrázoló olajfestményeket. Másik akkori képe, a Velencei dózsepalota elveszett. Egyes vélekedések szerint az magyarázza Turner hirtelen támadt érdeklődését Velence iránt, ahol 1819-ben járt, hogy a festő tehetett egy utat az itáliai városba 1832-ben is. A rendelkezésre álló adatok azonban azt mutatják, hogy Turner csak 1833 nyarán tért vissza oda.